# Anthony Polite
Anthony Michael Lewis Polite (* 21. Juni 1997 in Sorengo) ist ein US-amerikanisch-Schweizer Basketballspieler.

## Werdegang
Polite erlernte die Sportart in der Schweiz, wo sein Vater Michael Berufsbasketballspieler war. Nach seinen Anfängen bei den Lugano Tigers spielte Anthony Polite als Heranwachsender beim BC Vedeggio, dann bei SAM Basket Massagno, 2012/13 setzte er seine Basketballausbildung im Nachwuchsbereich von Fribourg Olympic fort.
Er ging 2013 in die Vereinigten Staaten, war fortan in Boca Raton (Bundesstaat Florida) Schüler der Saint Andrew’s School und gehörte der Basketballmannschaft der Schule an. 2017 wechselte Polite an die Florida State University, an der auch sein Vater Student und Basketballspieler war. In der Saison bestritt er 2017/18 wegen Kniebeschwerden nur ein Spiel. Zwischen 2018 und 2022 kam Polite für die Hochschulmannschaft dann auf 106 weitere Einsätze (6,6 Punkte, 3,4 Rebounds/Spiel).
Mitte Juli 2022 wurde Polite von ASVEL Lyon-Villeurbanne als Neuzugang vermeldet. In der französischen Liga kam er zu sechs Einsätzen (im Durchschnitt 2,5 Punkte je Begegnung) und zu weiteren acht in der EuroLeague (1,1 Punkte je Begegnung). Mitte Januar 2023 wechselte er zum deutschen Bundesligisten Hamburg Towers. In der Bundesliga brachte es Polite für die Norddeutschen auf 16 Einsätze mit einem Durchschnittswert von 13,2 Punkten je Begegnung.
Im Juni 2023 wurde er von CB Breogán (spanische Liga ACB) verpflichtet. In der Liga ACB bestritt er 27 Einsätze für Breogán und erzielte im Durchschnitt 6,6 Punkte je Begegnung. Polite nahm im Sommer 2024 ein Angebot der japanischen Mannschaft Fukushima Firebonds an. Allerdings fiel er dann wegen einer Knieverletzung aus und verpasste die Saison 2024/25. Im Sommer 2025 wurde Polite vom französischen Erstligisten Boulazac Basket Dordogne verpflichtet.

### Nationalmannschaft
Polite war Schweizer Jugendnationalspieler, nahm in den Altersklassen U16 und U18 an B-Europameisterschaften teil. Mitte November 2022 bestritt er sein erstes Länderspiel für die Herrennationalmannschaft und war in dem EM-Qualifikationsspiel gegen Österreich mit 22 Punkten bester Korbschütze der Schweizer Auswahl.